# 신의정
신의정(1985년 10월 26일 ~ )은 대한민국의 뮤지컬 배우이다. 2007년 뮤지컬《렌트》로 데뷔하였다.

## 출연작

### 뮤지컬
| 연도   | 제목                      | 배역              |
| ------ | ------------------------- | ----------------- |
| 2007년 | 《렌트》                  | 앙상블            |
| 2007년 | 《사랑은 비를 타고》      | 유미리            |
| 2007년 | 《위대한 캣츠비 Season2》 | 페르수            |
| 2008년 | 《위대한 캣츠비 Season2》 | 페르수            |
| 2008년 | 《라디오스타》            | 강PD              |
| 2008년 | 《위대한 캣츠비 Season3》 | 페르수            |
| 2008년 | 《솔로의 단계》           | 맹수진            |
| 2008년 | 《라디오스타》            | 강PD              |
| 2009년 | 《돈주앙》                | 엘비라            |
| 2009년 | 《싱글즈》                | 동미              |
| 2010년 | 《싱글즈》                | 동미              |
| 2010년 | 《궁》                    | 채경              |
| 2010년 | 《카페인》                | 김세진            |
| 2011년 | 《카페인》                | 김세진            |
| 2011년 | 《페임》                  | 카르멘 디아즈     |
| 2012년 | 《페임》                  | 카르멘 디아즈     |
| 2012년 | 《콩칠팔 새삼륙》         | 김용주            |
| 2013년 | 《지킬 앤 하이드》        | 루시 해리스       |
| 2013년 | 《스팸어랏》              | 호수의 여인       |
| 2014년 | 《카페인》                | 김세진            |
| 2015년 | 《사의 찬미》             | 윤심덕            |
| 2016년 | 《난쟁이들》              | 백설공주          |
| 2016년 | 《킹키부츠》              | 니콜라            |
| 2016년 | 《콩칠팔 새삼륙》         | 김용주            |
| 2017년 | 《콩칠팔 새삼륙》         | 김용주            |
| 2017년 | 《이블데드》              | 애니/셀리         |
| 2017년 | 《난쟁이들》              | 백설공주          |
| 2018년 | 《난쟁이들》              | 백설공주          |
| 2018년 | 《존 도우》               | 캐시              |
| 2019년 | 《송 오브 더 다크》       | 엄마 외           |
| 2019년 | 《에드거 앨런 포 스페셜》 | 엘마이라/버지니아 |
| 2019년 | 《열두 번째 밤》          | 비올라            |
| 2020년 | 《또! 오해영》            | 오해영            |
| 2020년 | 《산홍》                  | 산홍              |
| 2020년 | 《세자전》                | 지안(중전)        |
| 2021년 | 《세자전》                | 지안(중전)        |
| 2022년 | 《사의 찬미》             | 윤심덕            |
| 2022년 | 《포파이》                | 애니              |
| 2023년 | 《보이체크 인 더 다크》   | 마리              |
| 2023년 | 《쁠라테로》              | 까밀라            |
| 2023년 | 《시스터즈》              | 시스터1/시스터3   |
| 2025년 | 《하트셉수트》            | 하트셉수트        |
| 2025년 | 《플레임즈》              | 메레데스          |
| 2025년 | 《여단》                  | 위안              |

### 연극
| 연도   | 제목                                       | 배역              |
| ------ | ------------------------------------------ | ----------------- |
| 2014년 | 《뜨거운 여름》                            | 채경/사랑         |
| 2015년 | 《뜨거운 여름》                            | 채경/사랑         |
| 2015년 | 《술과 눈물과 지킬 앤 하이드》             | 이브/하이디       |
| 2015년 | 《뜨거운 여름》                            | 채경/사랑         |
| 2016년 | 《올모스트 메인》                          | 글로리/웨이트리스 |
| 2016년 | 《술과 눈물과 지킬 앤 하이드》             | 이브 댄버스       |
| 2018년 | 《신인류의 백분토론》                      | 우지현            |
| 2019년 | 《왕복서간往復書簡:십오 년 뒤의 보충수업》 | 마리코            |
| 2021년 | 《작은아씨들》                             | 메그              |
| 2022년 | 《러브레터》                               | 멜리사            |
| 2023년 | 《작은아씨들》                             | 메그              |
| 2024년 | 《작은아씨들》                             | 메그              |

### 드라마
| 연도   | 제목                     | 배역        |
| ------ | ------------------------ | ----------- |
| 2017년 | 《의문의 일승》          | 소나무      |
| 2020년 | 《브람스를 좋아하세요?》 | 세실리아    |
| 2021년 | 《라켓소년단》           | 코치        |
| 2022년 | 《트롤리》               | 신의정 경사 |

### 영화
| 연도   | 제목            | 배역 |
| ------ | --------------- | ---- |
| 2018년 | 《딸들의 밥상》 | 수연 |